# Vasil Simonenko
Vasil Andriovich Simonenko (en ucraniano: Василь Андрійович Симоненко; Bitsí, 8 de enero de 1935 - Cherkasy, 13 de diciembre de 1963) fue un poeta ucraniano, periodista, activista del movimiento disidente. Se le considera una de las figuras más importantes de la literatura ucraniana de principios de la década de 1960. En opinión del Museo del Movimiento Disidente de Kiev, las obras y la temprana muerte de Vasil Simonenko tuvieron un enorme impacto en el auge del movimiento democrático nacional en Ucrania.

## Biografía
Nació en el seno de una familia campesina en el pueblo de Bitsí, óblast de Járkov (actual óblast de Poltava). 
Tras licenciarse en la Universidad Estatal de Kiev en 1957, Vasil Simonenko trabajó como periodista en varios periódicos de óblast de Cherkasy. En 1956, Simonenko realizó unas prácticas en la redacción del periódico Cherkaska Pravda; a partir del año siguiente empezó a trabajar allí como periodista permanente. En 1960, Simonenko empezó a trabajar en la redacción del periódico Molod Cherkashchyny, donde trabajó hasta 1963, al principio del cual empezó a trabajar en Rabochaya Gazeta de Kiev.
Su primer libro de poemas "Тиша і грім / Tysha i hrim" ("Silencio y trueno") se publicó en 1962 y puso de manifiesto el talento de Simonenko entre los jóvenes poetas. En su entorno literario se encontraban los poetas Mikola Vinjranovski, Iván Drach y Lina Kostenko, los publicistas, críticos Iván Dziuba, Iván Svitlichny, Yevhén Sverstiuk, que, con otros intilligensia ucranianos de la época, formaron un grupo que hoy se conoce como los шістдестятники (Sixtiers). 
Durante su último año, Vasil Simonenko escribió su segundo libro - "Земне тяжіння / Zemne tyazhinnya" ("La gravedad de la Tierra"), versos de los cuales fueron citados, escritos (añadiendo lo que la Censura soviética había omitido), aprendidos de memoria y comparados con la poesía de Tarás Shevchenko.
En 1962, Simonenko, junto con sus amigos Alla Jorska y Les Tanyuk, descubrió los lugares de enterramiento de los represaliados de la NKVD en los cementerios de Bikivniá, Lukianivski y Vasilkivski cerca de Kiev. Por este motivo, fue citado por el ayuntamiento de Kiev. Según algunos estudiosos, esto podría haber causado su caída en desgracia con el gobierno y, posiblemente, su muerte. 
En 1963, Simonenko recibió una paliza de empleados de la militsiya local en la estación de ferrocarril de Smila. Nunca se recuperó de una insuficiencia renal, y murió poco después en el hospital local, el 13 de diciembre de 1963.

## Legado

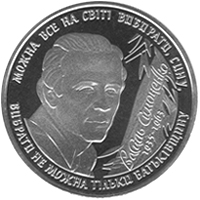
Moneda conmemorativa de Vasil Simonenko

Tras su muerte, se publicó su cuento-poema satírico "Viaje al país de Viceversa" (1964). La colección más completa de las obras de Simonenko se publicó en el extranjero, bajo el título "Берег чекань" ("Orilla de la anticipación") en Múnich (1963). En 1967, la editorial "Smoloskyp" fue creada en Baltimore por emigrantes ucranianos y bautizada con el nombre de Vasil Simonenko.
En Cherkasy se encuentra el Museo Literario y Conmemorativo de Vasili Simonenko y en la casa donde nació en Bitsí se ha creado un museo sobre él y su obra. En 1995 recibió póstumamente el Premio Nacional Tarás Shevchenko. En diciembre de 2008, el Banco Nacional de Ucrania puso en circulación una moneda conmemorativa "Vasil Simonenko" dentro de la serie "Personalidades destacadas de Ucrania".

### Adaptación cinematográfica
El director ucraniano Oleksandr Zherebko, tras formar tándem creativo con Angelina Dyatlova, creó una adaptación de la poesía "No viniste a mí de cuento ni de sueño" (Ucraniano: "Ти до мене прийшла не із казки чи сну") de Vasil Simonenko. 

### Traducciones al inglés
Sus obras han sido traducidas parcialmente al inglés.
- Vasyl Symonenko. "Гранітні обеліски. / Obeliscos de granito". Traducido al inglés por Andriy M Freishyn-Chirovsky. Ciudad de Jersey: Svoboda. 1975. 143 p. (textos bilingües paralelos en inglés y ucraniano)
- Vasyl Symonenko. "Тиша і грім. Вибрані поезії Василя Симоненка / Silencio y trueno: The Selected Poetry of Vasyl Symonenko". Traducido al inglés por Michael M Nayden. Lviv: Piramida. 2017. 128 p. ISBN 978-966-441-470-5 (textos bilingües paralelos en inglés y ucraniano).
- Vasyl Symonenko. "Vino de pétalos de rosa". Traducido al inglés por Yuri Tkacz. Melbourne: Bayda Books. 2020. 116 p. ISBN 978-0-908480-48-7